# Емануела Мария Гуериери ди Ровербела
Емануела Мария Алберта Витория Гуериери ди Ровербела (на италиански: Emanuela Maria Alberta Vittoria Guerrieri di Roverbella, * 6 септември 1853, † 1890) е графиня на Ровербела.

## Произход
Тя е извънбрачна дъщеря на краля на Италия Виктор Емануил II (* 1820; † 1878) и на театралната актриса Лаура Бон (* 1825; † 1904). Нейни дядо и баба по бащина линия са кралят на Сардиния Карл Алберт Савойски-Каринян и Мария Тереза Австрийска-Тосканска, а по майчина –Франческо Аугусто Бон, актьор и драматург, и Луиджа Ристори от семейство на актьори. Има множество полубратя и полусестри: шест полубратя и две полусестри от първия му брак, сред които Умберто I крал на Италия (1878 – 1900), Амадей I, крал на Испания (1870 – 1873), и Мария Пия, кралица на Португалия, един брат и една полусестра от втория му брак и около 30 полубратя и полусестри, родени от извънбрачните му връзки.